# Oribatella brevicuspidis
Oribatella brevicuspidis är en kvalsterart som beskrevs av Bernini 1972. Oribatella brevicuspidis ingår i släktet Oribatella och familjen Oribatellidae. Inga underarter finns listade i Catalogue of Life.